# Mertensophryne taitana
Mertensophryne taitana es una especie de anfibios de la familia Bufonidae.
Se encuentra en República Democrática del Congo, Kenia, Malaui, Mozambique, Tanzania y Zambia.
Su hábitat natural incluye sabanas secas y húmedas, praderas a baja altitud, ríos, marismas de agua dulce, tierra arable, plantaciones, jardines rurales, canales y diques.